# Ke Pauk
Ke Pauk, születési nevén Ke Vin (Cshouk Kszacs, Kampongthom tartomány, 1934 – Anlong Veng, 2002. február 15.), másképp írva Kae Pok, Vörös Khmer parancsnok volt.
1949-ben, egy francia támadás nyomán csatlakozott a „Khmer Isszarak” nevet viselő függetlenségi mozgalomhoz. 1954-ben, az 1954-es genfi konferencia eredményeként létrejött független Kambodzsa kikiáltása nyomán Pauk előjött az erdőből, de hiába: nem sokkal később letartóztatták. 6 évnyi börtönre ítélték, amit Phnompenben, illetve Kampongthomban kellett letöltenie, de három év börtön után kegyelmet kapott, és szabadon engedték.
1957-ben, miután kiengedték, Pauk visszatért Cshouk Kszacs-ba, és feleségül vette Szoeun-t. Úgy volt, hogy hat gyermekük lesz. Életrajza kitér arra, hogy ekkortájt ismerkedett meg Sziv Heng párttitkárral, aki arra kérte, hogy újra csatlakozzon a mozgalomhoz. Pauk csatlakozott a születő Kambodzsai Kommunista Párthoz a Kampongtyam tartománybeli Szvay Teab-ban.
Természetes okokból, álmában halt meg anlong veng-i otthonában. Ke Pauk egy volt a magas rangú Vörös Khmer vezetők közül.